# Tropici del Queensland
Con Tropici del Queensland (in inglese The Wet Tropics of Queensland) si intende un insieme di molti parchi nazionali che si estendono per oltre 450 chilometri lungo la costa nord-orientale del Queensland, in Australia, fra le città di Townsville e Cooktown.
Il nome si è reso necessario per definire l'insieme dei parchi ed inserirli nell'elenco dei Patrimoni dell'umanità dell'UNESCO. 
Al largo della stessa costa si trova un altro Patrimonio mondiale dell'umanità, la Grande Barriera Corallina.
All'interno dei parchi (principalmente costituiti da foresta pluviale) si trovano marsupiali e altri animali, oltre a specie di alberi in pericolo di estinzione.
I Tropici del Queensland  includono oltre 30 parchi nazionali. Tra questi i più famosi sono:
- Parco nazionale di Barron Gorge
- Parco nazionale delle Black Mountains (Kalkajaka)
- Parco nazionale Cedar Bay (Ngalba Bulal);
- Parco nazionale di Clump Mountain
- Parco nazionale Daintree;
- Parco nazionale Edward Kennedy;
- Parco nazionale Endeavour River;
- Parco nazionale Girramay;
- Parco nazionale Girringun;
- Parco nazionale di Kirrama
- Parco nazionale di Kuranda
- Parco nazionale del Macalister Range
- Parco nazionale di Tully Gorge
- parco nazionale Wooroonooran.

Oltre a questi vi sono oltre 700 ulteriori aree protette, comprese alcune possedute da privati.